# 立陶宛科學院
立陶宛科學院簡稱LMA，為立陶宛的高級學術機構，建於1941年1月16日（當時名為立陶宛蘇維埃社會主義共和國科學院 ），首任院長為曾代理立陶宛總理的溫卡斯·克雷維-米茨科維丘斯。
立陶宛科學院下分人文與社會科學分院、數理化學分院、生醫與地質科學分院、農業與林業科學分院以及技術科學分院等五個分院，由立陶宛與外國各領域優秀的學者組成，截至2021年7月，共有114位院士、61位榮譽院士與63位外籍院士。學院經常舉辦研討會、座談會與學術展覽等，共設有18個以知名學者為名的紀念獎項，此外還有獎項鼓勵年輕學者與學生投入學術研究工作。立陶宛科學院也與許多國外研究機構有合作計畫，為國際科學理事會（ISC）、歐洲科學與人文科學院聯合會（ALLEA）、欧洲学院科学咨询委员会（EASAC）與國際科學院組織（IAP）等國際組織的成員。

## 歷史

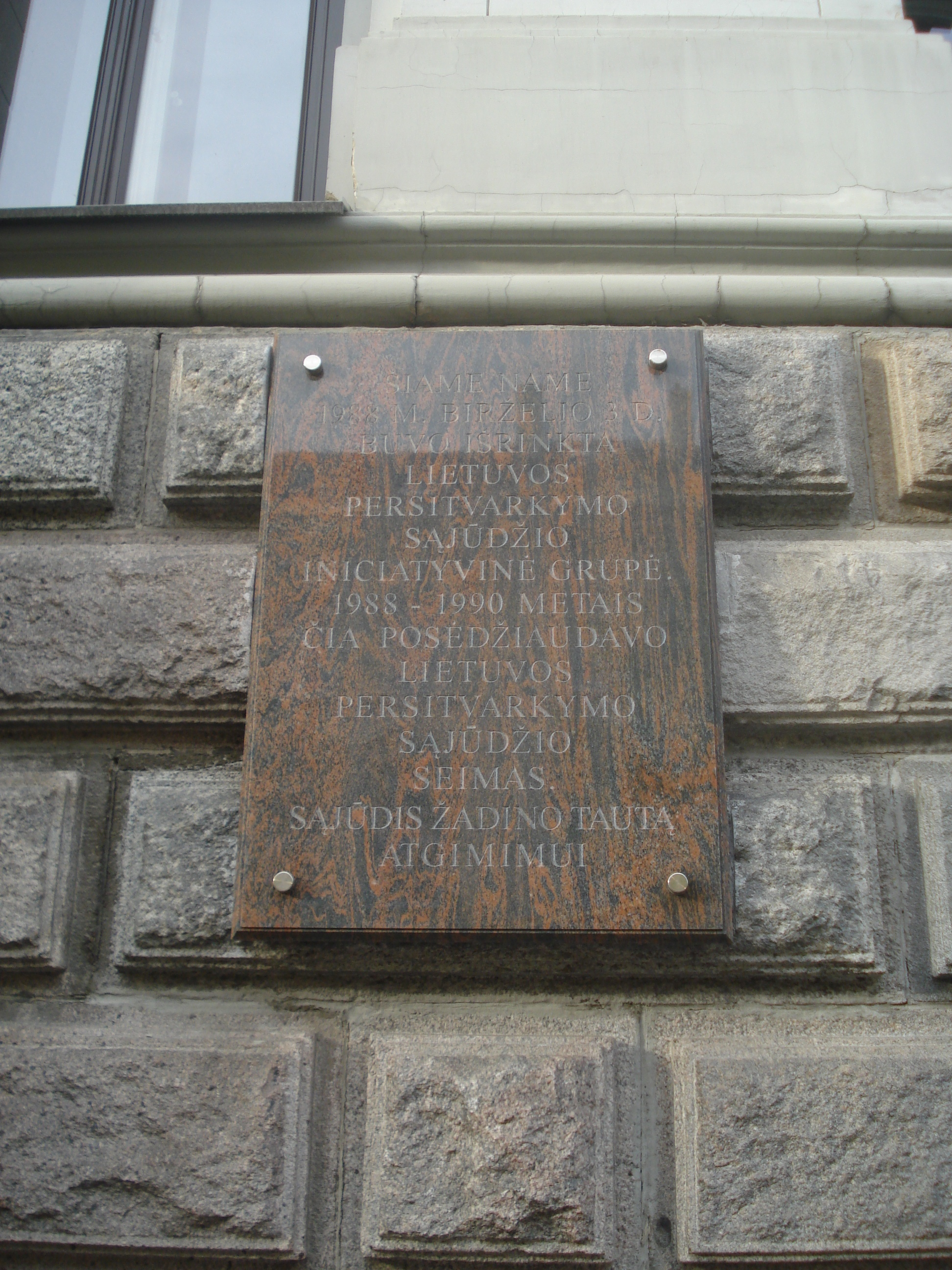
立陶宛科學院大樓上掛有薩尤季斯運動的紀念牌匾

早在18世紀，維爾紐斯大學教授、耶穌會修士馬辛·歐德拉尼茨基·波科佐布特即提出了建立立陶宛科學院的構想，但因戰亂而無法實行。19世紀晚期至20世紀早期，許多立陶宛科學會的成員重提此議，1938年於考那斯成立了立陶宛研究所（今立陶宛文學與民俗研究所的前身），研究文學、語言、民俗與歷史等。1941年1月16日，立陶宛蘇維埃社會主義共和國科學院成立，曾代理立陶宛總理的溫卡斯·克雷維-米茨科維丘斯為首任院長，1944年至1945年科學院因第二次世界大戰而暫時關閉，戰後科學院新成立了許多研究所，1958年總部遷入現址。
1988年6月3日，立陶宛獨立運動薩尤季斯在立陶宛科學院爆發，35位學者在科學院的一間會議室開會後發起運動，數月內即擴散至全國。1989年立陶宛科學院宣布自蘇聯科學院獨立，1990年3月宣布科學院將不隸屬於任何政治組織。1991年2月12日，甫獨立的立陶宛共和國立法規定立陶宛科學院的法律地位及其與政府的關係，2003年立陶宛議會通過學院新的規章。

## 組織結構
立陶宛科學院的主席團（Prezidiumas）由院長、副院長與數名成員組成，現任院長為尤拉斯·巴尼斯，副院長為澤諾拉斯·達布克維丘斯，主席團成員還包括科學院五大分院（人文與社會科學分院、數理化學分院、生醫與地質科學分院、農業與林業科學分院以及技術科學分院）的主席與另外兩名教授。科學院的章程經立陶宛議會批准，規定其可選出120位院士（未滿75歲者），75歲以上的榮譽院士與外籍院士則無名額限制。

### 人文與社會科學分院

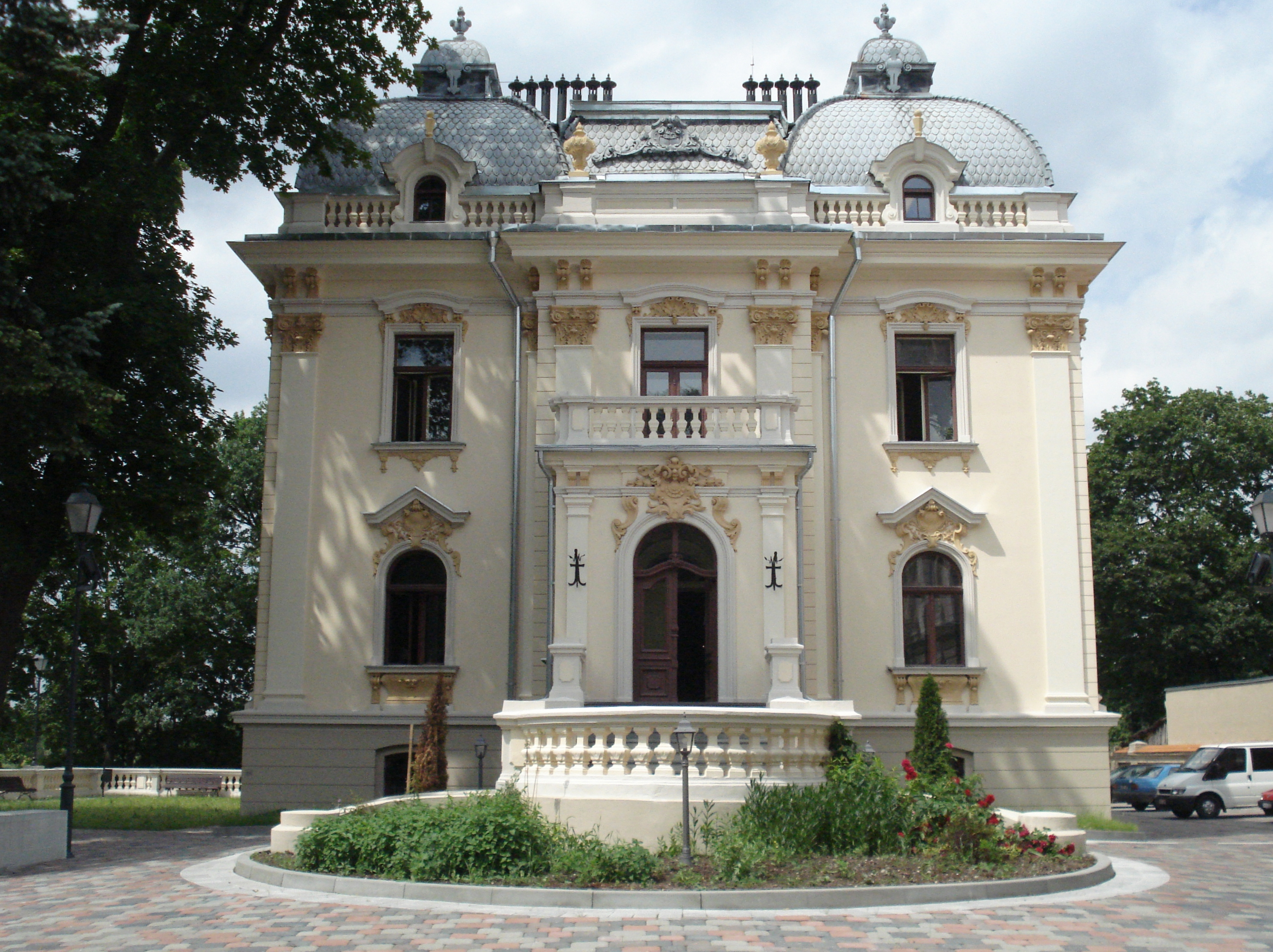
立陶宛文學與民俗研究所所在的維雷希斯宮

人文與社會科學分院（Humanitarinių ir socialinių mokslų skyrius）現任主席為多馬斯·考那斯，現有20位院士、12位榮譽院士與8位外籍院士，並分為人文、社會科學與藝術三個部門。此分院於立陶宛科學院肇建時為最主要的部門，當時人文部門包括立陶宛語研究所、立陶宛文學研究所、民族學研究所與歷史學研究所，其歷史可追溯至1939年於考那斯成立的立陶宛研究所；社會科學部門則包括經濟學研究所與立陶宛法律與經濟研究所，在納粹德國佔領立陶宛期間研究亦不中斷，蘇聯統治期間也抗拒當局俄羅斯化的政策，仍使用立陶宛語為內部溝通的語言，並為被政治迫害者提供庇護。

### 數理化學分院
數理化學分院（Matematikos, fizikos ir chemijos mokslų skyrius）是立陶宛科學院最大的分院，現任主席為萊奧納斯·瓦爾庫納斯，現有28位院士、12位榮譽院士與14位外籍院士，分為數學、物理學與化學三個部門。此分院原為1945年成立的數學、自然與應用科學分院，早期獲選院士者包括數學家約納斯·庫比柳斯、物理學家阿多法斯‧朱西斯與波維拉斯·布拉茲茹納斯、以及化學家尤奧扎斯·馬圖利斯和約納斯·亞尼茨基斯等。2000年諾貝爾物理學獎得主、俄羅斯物理學家若列斯·伊万诺维奇·阿尔费罗夫曾獲選此分院的外籍院士。

### 生物、医学與地質科學分院
生物、医学與地質科學分院（Biologijos, medicinos ir geomokslų skyrius）現任主席為瓦伊杜蒂斯·庫欽斯卡斯，現有28位院士、12位榮譽院士與20位外籍院士，分為生物學、生物物理學、醫學與健康科學、地質學等四個部門，以及過敏學、地質環境議題、婦女與兒童醫學等三個委員會。此分院於1941年建立時原為自然科學、數學與技術科學分院，尤奧扎斯·馬圖利斯為首任書記。動物學家塔達斯·伊瓦納斯卡斯於1941年即為此分院的院士，現任院士有維爾吉尼尤斯·希克什尼斯（CRISPR的早期研究者）、濟塔·奧什蕾萊·庫欽斯基埃內、紹柳斯·克利馬紹斯卡斯等。

### 農業與林業科學分院
農業與林業科學分院（Žemės ūkio ir miškų mokslų skyrius）現任主席為澤諾拉斯·達布克維丘斯（即立陶宛科學院副院長），現有18位院士、10位榮譽院士與9位外籍院士，分為農學、林學、畜牧與獸醫學、農業與環境工程、農業經濟社會學等五個部門，以及食品安全、土壤科學與水文等三個委員會。此分院於1995年由生醫與農學學院獨立出來，現任院士有林學家萊奧納爾達斯·凱留克什蒂斯、斯塔西斯·卡拉濟亞、畜牧專家切斯洛瓦斯·尤可納、獸醫學家維德曼塔斯·比若卡斯等。

### 技術科學分院
技術科學分院（Technikos mokslų skyrius）現任主席為金陶塔斯·任特里斯，現有20位院士、15位榮譽院士與12位外籍院士，分為電子與資訊科學、能源、機械科學、材料工程、土木工程等五個部門。此分院於1990年建立。

### 其他

#### 青年科學院
2018年立陶宛科學院下新設立青年科學院（Jaunosios akademijos），每年選出國內十名取得博士學位未滿十年、且未滿40歲的年輕學者為院士，每任院士任期4年，名額上限為40名。

#### 弗羅布萊夫斯基圖書館

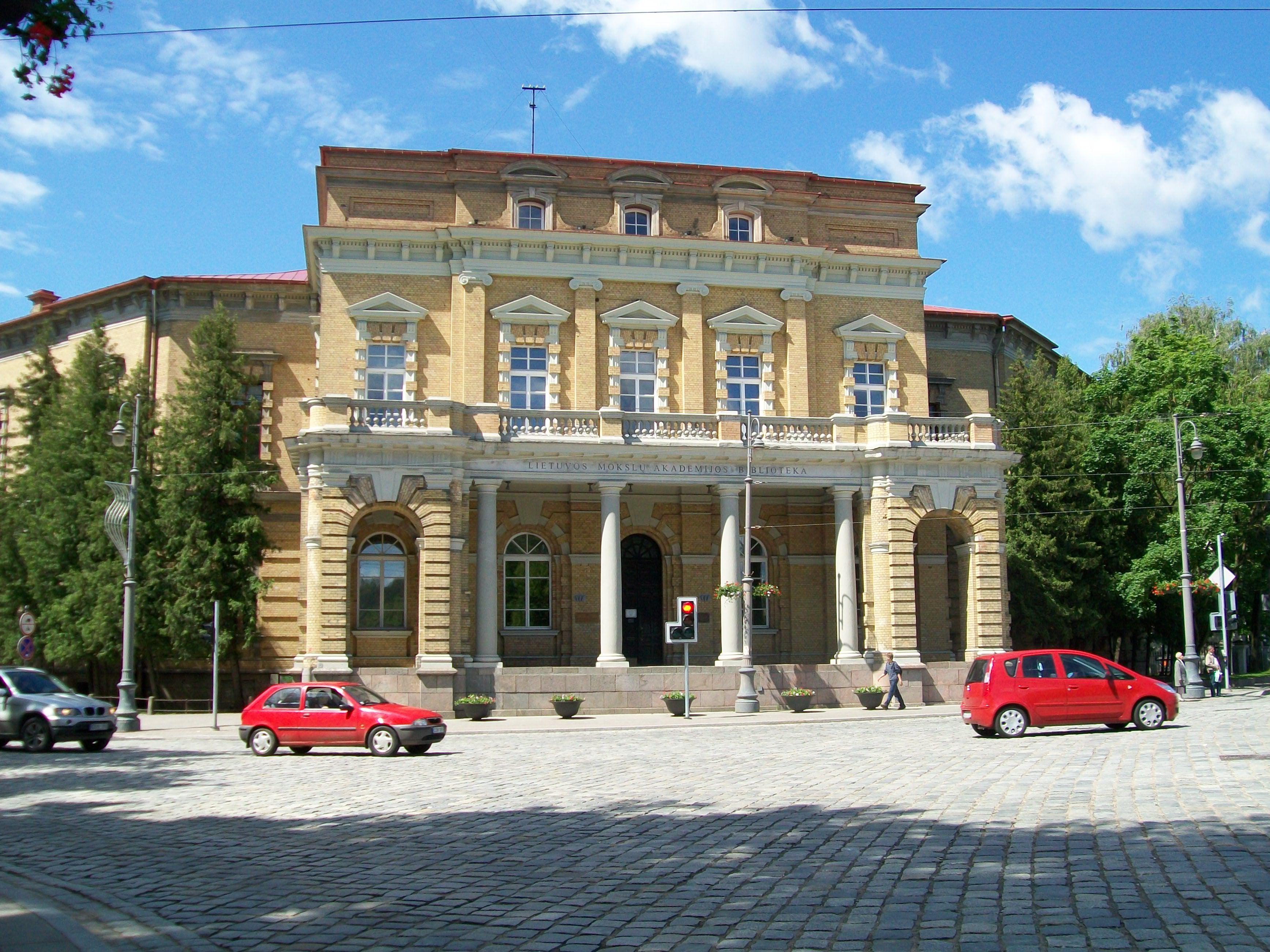
弗羅布萊夫斯基圖書館

弗羅布萊夫斯基圖書館（The Wroblewski Library）於1912年由塔德烏什·弗羅布萊夫斯基建立，他將私人藏書開放公眾參觀，並建立了一個協會負責管理圖書，當時有約65000本書、5000件手稿與1000張地圖，其中包括立陶宛大公國時期的珍貴文件，1931年圖書館改稱弗羅布萊夫斯基國家圖書館，1940年圖書館歸入立陶宛研究所（今立陶宛文學與民俗研究所的前身）管理，改稱中央圖書館，1941年立陶宛科學院建立後改歸屬科學院，第二次世界大戰期間藏書有所受損，有些館藏被運至蘇聯，納粹德國佔領立陶宛後，於1943年3月將圖書館關閉，隔年蘇聯重新佔領立陶宛後才將其開放，此圖書館為立陶宛科學院下的各研究所提供學術文獻，館藏也迅速增加。2009年，立陶宛科學院主席團決議將圖書館改回原名弗羅布萊夫斯基圖書館。

## 總部建築

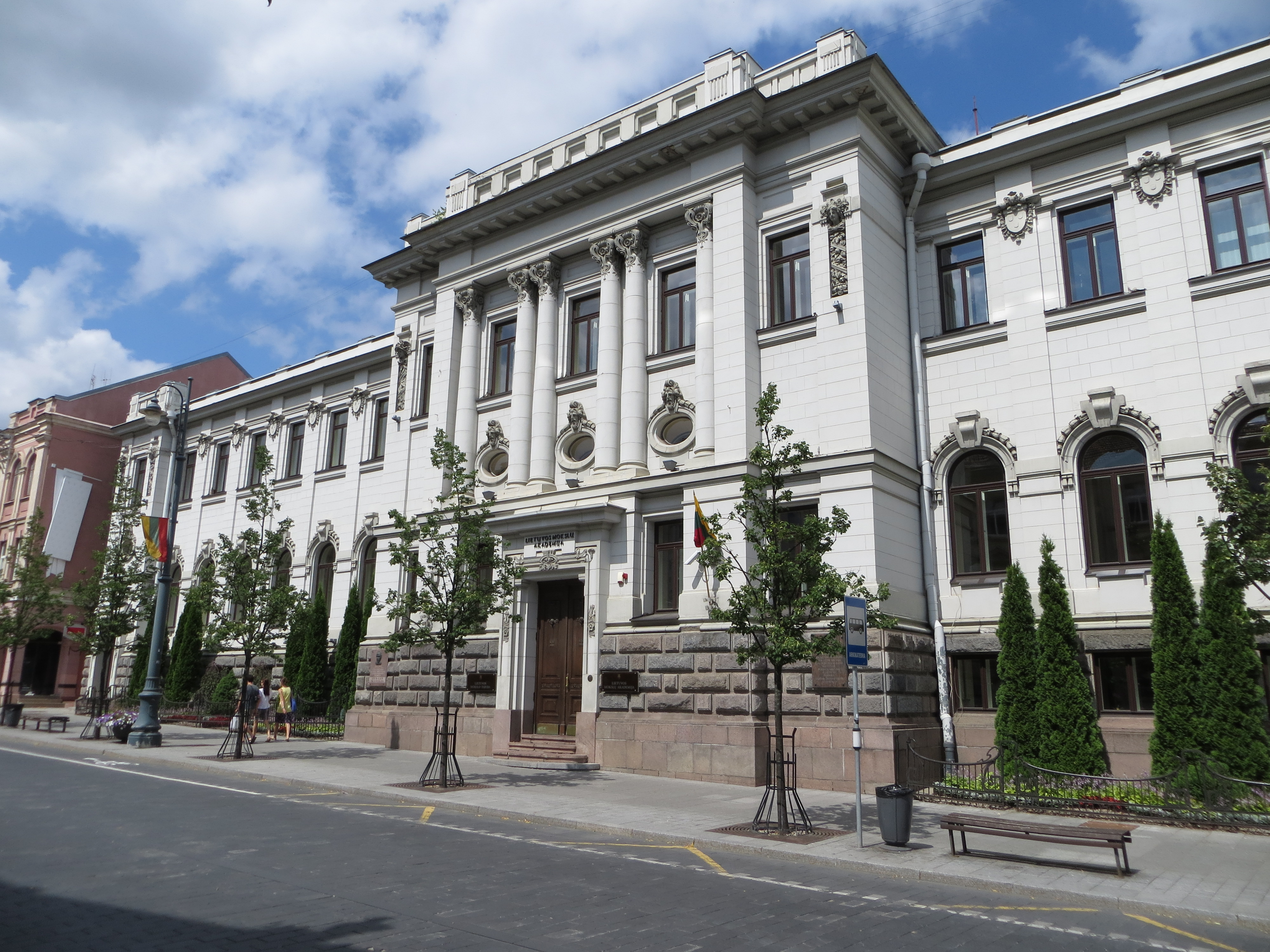
立陶宛科學院總部

立陶宛科學院位於首都維爾紐斯的總部建築於1906年完工，由俄羅斯建築師米哈伊尔·普罗佐洛夫（Mikhail Prozorov）設計，有人認為是折衷主義建築，有人則認為屬新藝術運動風格，當時為俄羅斯銀行大樓，第二次世界大戰納粹德國佔領立陶宛期間曾為納粹的政委大樓，1944年蘇軍佔領維爾紐斯後則被用作人民委員會大樓，1956年政府決議將大樓交給立陶宛蘇維埃社會主義共和國科學院使用，1958年正式交付，當時除學院主席團的辦公室外，經濟學研究所以及地理學和地質學研究所也使用此大樓，後來才遷至各自的大樓中，1993年，立陶宛議會通過法令，以此大樓為立陶宛科學院的正式總部。
總部大樓的入口掛有兩塊紀念匾額，一為紀念長期擔任立陶宛科學院院長的尤奧扎斯·馬圖利斯，一為紀念1988年6月立陶宛獨立運動薩尤季斯的爆發地點。

## 歷任院長
以下為立陶宛科學院的歷任院長：

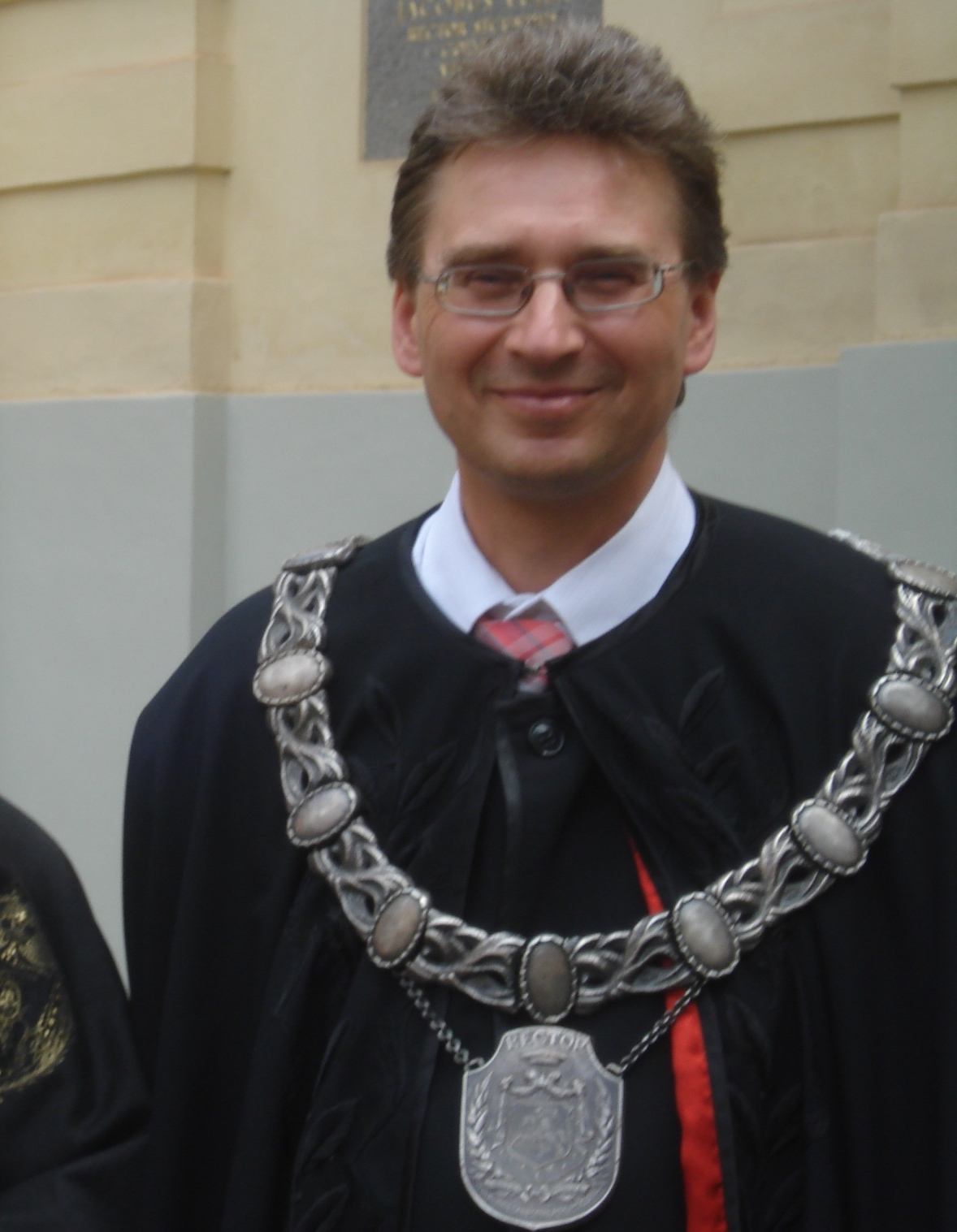
現任院長尤拉斯·巴尼斯

1. 溫卡斯·克雷維-米茨科維丘斯（英语：Vincas Krėvė-Mickevičius）：1941年
2. 米科拉斯·比爾日什卡：1941年－1942年
3. 弗拉達斯·尤爾古蒂斯（英语：Vladas Jurgutis）：1942年－1943年
4. 尤奧扎斯·馬圖利斯：1946年－1984年
5. 尤拉斯·波熱拉：1984年－1992年
6. 貝內迪克塔斯·尤德卡：1992年－2003年
7. 澤諾拉·羅庫斯·魯濟卡斯：2003年－2009年
8. 瓦爾德馬拉斯·拉祖馬斯：2009年－2018年
9. 尤拉斯·巴尼斯：2018年－

## 出版期刊
立陶宛科學院出版《立陶宛醫學學報》（Acta medica Lituanica）、《生物學》（Biologija）、《化學》（Chemija）、《能源》（Energetika）《地質學與地理學》（Geologija. Geografija）、《哲學與社會學》（Filosofija. Sociologija）、《立陶宛物理期刊》（Lithuanian Journal of Physics）、《立陶宛》（Lituanistica）、《美術史》（Menotyra）與《農業科學》（Žemės ūkio mokslai）等學術期刊。

## 外部連結
- 官方网站（立陶宛文）（英文）